# Imaginari col·lectiu
L'imaginari col·lectiu o social és el conjunt de valors, normes, històries i símbols que formen part d'una cultura, diferenciant-la de les altres. Constitueix, per tant, una esfera que dota de significat les institucions i esdeveniments d'una comunitat, una manera de representar i explicar la realitat. El terme prové de Lacan i la seva concepció de l'inconscient. Tot i això, va ser Edgar Morin el que va adaptar el concepte l'any 1960 a la societat del moment quan va parlar-ne en el seu llibre més important, l'Esperit del Temps. En la seva obra va plantejar una tesi: L'individu de cada època pertany al seu temps. Significa que cada individu participa de l'esperit d'allò que respira, d'allò que succeeix al seu temps Això que sembla una gran obvietat, no ho havia dit ningú fins a l'any 1962, només s'havia dit que la cultura estava massificada.

## La indústria cultural i l'Imaginari Col·lectiu
Edgar Morin va ser dels primers pensadors que va veure la cultura de massa de manera positiva. Segons el seu pensament, la cultura produïda per la indústria cultural és una cultura afirmativa, és a dir, una cultura per si mateixa. La cultura es genera al voltant d'uns ritus i produeix una mitologia. La mitologia té deus, semideus i herois. Per a definir una veritable cultura o una cultura nova, Edgar Morin ens diu que la cultura anomenada de “massa” té la capacitat de crear els seus propis mites.

## Projecció i Identificació
Aquests dos conceptes són utilitzats per Morin quan parla de la Indústria Cultural, relacionada amb l'Imaginari Col·lectiu. L'home, el públic, la gent, per primer cop comença a identificar-se amb allò que observa a la pantalla, comença a projectar els seus desitjos amb: 
- El personatge representat a la pantalla, és a dir, el divo. Es refereix bàsicament a la vida professional del personatge.
- La vida personal del personatge projectada pels mitjans de comunicació.

Per primer cop el públic s'identifica amb una persona en concret. El que ocorre és que com està projectat al cinema, a la premsa, a les fotografies, a les entrevistes de ràdio o a la televisió, a aquesta determinada projecció, Morin en diu que és una projecció imaginària. És una projecció meitat real perquè la sentim i meitat imaginària perquè prové de la Indústria Cultural.
Aquestes projeccions dels divins van acabar sent produïdes per l'Star System, el qual volia crear més models com els divins ja coneguts i admirats pel públic. Però una qüestió important, era que el mateix públic amb el grau d'acceptació que mostraven anaven modelant els divins.
Edgar Morin afegeix que la Indústria Cultural és la que genera, mitjançant aquestes projeccions, un imaginari col·lectiu generacional. Gran part dels records que tenim emmagatzemats a la nostra memòria emotiva els hem viscut gràcies a la Indústria Cultural. Aquest record el tenim tots aquells que hem viscut un determinat temps i hem vist i viscut les coses del seu temps. Els desitjos els projectem mitjançant allò que hem vist. Per exemple, Harry Potter ha generat un Imaginari Col·lectiu molt gran, i ha proveït gratament a la indústria editorial. El més important és que la Indústria Cultural es posa al servei de l'Imaginari Col·lectiu i no a la inversa.

## Pensadors vinculats
Anteriorment a l'aparició com es coneix avui dia de l'imaginari col·lectiu, va haver-hi altres pensadors amb idees més bàsiques que han servit de guia per arribar al pensament d'Edgar Morin, però també d'altres que tot i encaminar-se d'una manera diferent són complementàries.
- Jacques Lacan

Va ser el primer en tractar aquest tema. La seva idea estava relacionada amb l'inconscient i la relació d'aquest amb el llenguatge.
- Gilbert Durand

L'inconscient col·lectiu es forma mitjançant els símbols i projeccions inconscients dels arquetips que fa l'home.
- Cornelius Castoriadis

Tractava l'imaginari social, però seguia  la idea d'Edgar Morin. Considerava que cada societat tenia el seu propi imaginari. I a través d'aquesta imaginació de l'home s'aconseguia el canvi social.